# Raionul Volodîmîr-Volînskîi, Volînia
Volodîmîr-Volînskîi (în ucraineană Володимир-Волинський район, transliterat: Volodîmîr-Volînskîi raion) este un raion în regiunea Volînia, Ucraina. Reședința sa este orașul regional Volodîmîr, care nu aparține raionului.

## Demografie
Componența lingvistică a raionului Volodîmîr-Volînskîi
     Ucraineană (98,78%)
     Alte limbi (1,13%)
Conform recensământului din 2001, majoritatea populației raionului Volodîmîr-Volînskîi era vorbitoare de ucraineană (98,78%), existând în minoritate și vorbitori de alte limbi.